# Colegiada
Uma colegiada designa um conjunto de dignidades instituídas numa igreja paroquial e que a tornavam semelhante ao cabido de uma sé catedral; os seus dignitários eram conhecidos como raçoeiros (porque recebiam parte da ração, isto é, das prebendas da Igreja), e os párocos detinham o título de priores ou reitores das colegiadas. Foram geralmente fundadas na sequência da Reconquista Cristã; as mais antigas tinham o direito de se intitularem insignes colegiadas; as que pertenciam ao padroado régio, insigne e real colegiada.
A mais famosa colegiada portuguesa foi a Colegiada de Nossa Senhora da Oliveira, em Guimarães. Várias colegiadas pertenciam ao padroado régio, tendo sido extintas após o triunfo liberal em 1834. Apenas a Colegiada de Nossa Senhora da Oliveira permaneceu, pelo seu grande prestígio, até ao advento da República, em 1910 - tendo, porém, sido restaurada em 1967.